# Вальдес, Дэвид
Дэвид Вальдес (англ. David Valdes) — американский кинопродюсер, номинант на премию «Оскар», известен по работам в жанре вестерн и по сотрудничеству с Клинтом Иствудом.

## Карьера
Вальдес впервые начал свою карьеру в качестве помощника режиссёра для таких фильмов как «О Боже! Книга 2», «Изгои» и «Петля» (в котором у него также была небольшая роль).
Вскоре с Иствудом они стали хорошими друзьями после «Петли» и вскоре Вальдеса повысили в качестве помощника продюсера для фильма 1985 года «Бледный всадник». Далее он стал продюсером к остальным фильмам Иствуда как «Игра в смерть», «Птица», «Розовый кадиллак», «Белый охотник, чёрное сердце» и «Непрощённый».
Свою первую номинацию на «Оскар» Вальдес получил за фильм «Зелёная миля» наряду вместе режиссёром-продюсером-сценаристом фильма Фрэнком Дарабонтом.
С тех пор Вальдес начал продюсировать ещё больше вестернов, также как и научно-фантастические фильмы как «Машина времени», «Вавилон нашей эры» и «Я — четвёртый».

## Фильмография
- Превосходство / Transcendence (2014)
- Прекрасные создания / Beautiful Creatures (2013)
- Третий акт / The Magic of Belle Isle (2011)
- Я — четвёртый / I Am Number Four (2011)
- Книга Илая / The Book of Eli (2010)
- Вавилон нашей эры / Babylon A.D. (2008)
- Как трусливый Роберт Форд убил Джесси Джеймса / The Assassination of Jesse James by the Coward Robert Ford (2007)
- Открытый простор / Open Range (2003)
- Машина времени / The Time Machine (2002)
- Зелёная миля / The Green Mile (1999)
- Турбулентность / Turbulence (1997)
- Идеальный мир / A Perfect World (1993)
- На линии огня / In the Line of Fire (1993)
- Непрощённый / Unforgiven (1992)
- Новичок / The Rookie (1990)
- Белый охотник, чёрное сердце / White Hunter Black Heart (1990)
- Розовый кадиллак / Pink Cadillac (1989)
- Птица / Bird (1988)
- Смертельный список / The Dead Pool (1988)
- Каков отец, таков и сын / Like Father Like Son (1987)
- Сады камней / Gardens of Stone (1987)
- Мальчик-крыса / Ratboy (1986)
- Бледный всадник / Pale Rider (1985)